# Thérésa Tallien
 (février 2012).
Pour les articles homonymes, voir Cabarrus.
Thérésa Cabarrus, ou Thérésia Cabarrus, souvent appelée Madame Tallien, est née le 31 juillet 1773, au palais de San Pedro à Carabanchel Alto, près de Madrid, et morte le 15 janvier 1835, au château de Chimay en Belgique, est une salonnière française et une femme d’influence sous la Révolution française.
Aristocrate, fille d'un richissime financier franco-espagnol, le comte François Cabarrus, elle adhère aux idéaux des Lumières mais, quand les jacobins instaurent la Terreur, elle doit fuir Paris. 
En 1793, elle se réfugie à Bordeaux dans sa famille. Comme nombre de ses amis girondins elle est arrêtée, mais Jean-Lambert Tallien, représentant de la Convention à Bordeaux, qu’elle a demandé à rencontrer, la fait libérer. 
Devenue sa compagne, elle use par la suite de son influence auprès de lui et parvient à sauver de la guillotine de nombreux Bordelais, d’où son surnom de « Notre-Dame de Bon Secours ».
En juillet 1794, soupçonné de mollesse, Tallien est convoqué à Paris et Thérésa est arrêtée. Alors qu’elle va être guillotinée, elle exhorte son amant à agir, le traitant de lâche. Il se décide alors à entrer dans une conspiration qui se dessine contre Robespierre et, le 9 Thermidor (27 juillet 1794), il prend une part décisive à l’Assemblée dans l’affrontement qui fait tomber le grand révolutionnaire. Thérésa devient « Notre-Dame de Thermidor ».
Elle devient par la suite la compagne de Barras, l’homme fort du Directoire, le nouveau régime. Dans son château, elle tient un salon où se pressent les artistes et les muses proches du pouvoir, Joséphine de Beauharnais, Juliette Récamier, etc. 
Elle est l’une des Merveilleuses qui célèbrent la fin de la rigueur révolutionnaire par leurs extravagances et leur dissipation. 
Elle rejette les faveurs galantes d’un jeune officier, Napoléon Bonaparte, lui préférant Ouvrard, le richissime fournisseur des Armées.
Avant la Restauration, malgré son passé d’égérie révolutionnaire, elle épouse en 1805 un fervent monarchiste, François Joseph de Riquet de Caraman, prince de Chimay.

## Biographie

### Riche famille de banquiers, négociants et armateurs

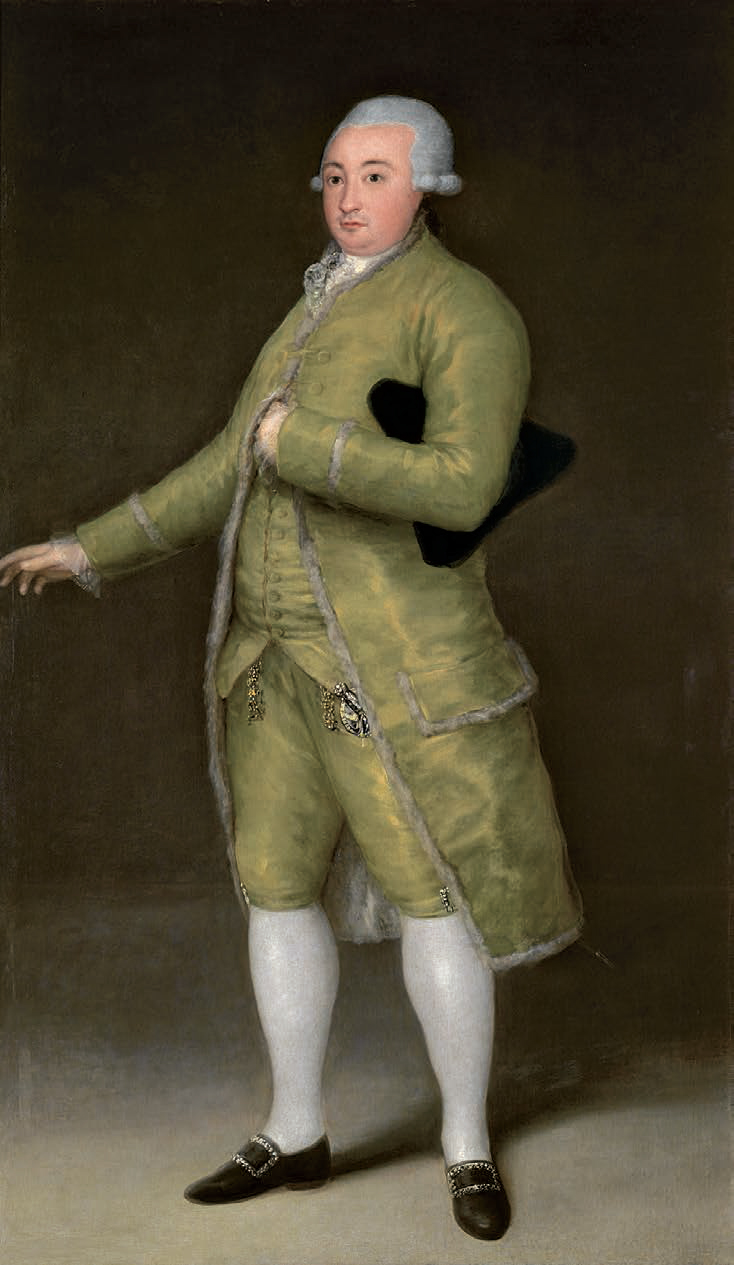
Son père, François Cabarrus, peint par Goya.

La famille Cabarrus est originaire de la Navarre espagnole et vient au début du XVIIe siècle se fixer à Capbreton (Gascogne) puis Bayonne. Par son dynamisme dans le commerce elle acquiert une grande fortune.
Née Juana Maria Ignazia Teresa Cabarrus, la future Madame Tallien est la petite-fille de Dominique Cabarrus, banquier, négociant et armateur négrier de Bayonne. Son père est le riche financier François Cabarrus (Bayonne, 1752 - Séville, 1810), fondateur de la banque de San Carlos (ancêtre de la Banque centrale espagnole) en 1782, anobli en 1789 par Charles IV d'Espagne avec le titre de comte, puis ministre des Finances de Joseph Bonaparte. Sa mère, Maria Antonia Galabert est la fille d'un industriel français établi en Espagne.

### Entre l’Espagne et la France
Élevée en Espagne par une nourrice jusqu’à l’âge de trois ans, Thérésa Cabarrus est ramenée par son grand-père à Carabanchel. Elle ne reste que deux ans au milieu de sa famille. Elle est élevée par des religieuses en France de 1778 à 1783. En 1785, elle peut regagner provisoirement le château familial. Elle est déjà très belle et un jeune frère de sa mère demande sa main à François Cabarrus. Celui-ci, scandalisé, chasse son beau-frère de chez lui et envoie Thérésa à Paris pour y parfaire son éducation et se marier. Elle n’a que douze ans, mais cette fois-ci sa mère l’accompagne.

### Mariage avec Devin de Fontenay
Henri Forneron, auteur d’une Histoire Générale des émigrés, fait le récit de la première aventure amoureuse de Thérésa avec François de Laborde. Les deux tourtereaux se plaisent beaucoup, mais, bien que leurs deux pères soient originaires de Bayonne et financiers, le marquis Jean-Joseph de Laborde n’accepte pas ce qu’il considère comme une mésalliance.
François Cabarrus veut renforcer ses positions en France et le mariage de sa fille le 21 février 1788, avec Jean-Jacques Devin de Fontenay (1762-1817), conseiller à la troisième chambre des enquêtes du Parlement de Paris, fils d’un président à la Chambre des comptes (Jacques-Julien Devin de Fontenay, 1734-1817, qui acheta le domaine de Maligny) et petit-fils d’une Le Couteulx, très riche et puissante famille, fait partie de son plan. De son côté, la société Le Coulteux et Cie compte sur ce mariage pour retrouver en Espagne son influence qui s’était dégradée. Les biens de l'époux sont estimés à 800 000 livres et sa charge lui en rapporte 60 000. La dot de la mariée de quinze ans est de 500 000 livres. Thérésa Cabarrus est présentée à la cour de Louis XVI.[Quand ?]
Devin de Fontenay est malheureusement pour sa femme un débauché, et Thérésa Cabarrus décide que leur union ne serait plus que de façade.

### La Révolution (1789-1793)

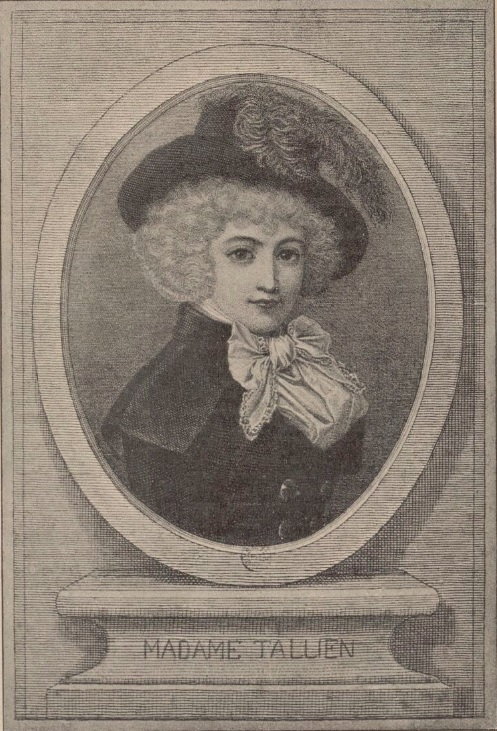
Gravure de Thérésa Tallien durant la Révolution française.

Thérésa Cabarrus fait partie de la bonne société du Marais. Elle reçoit dans ses salons le général La Fayette, les trois frères Lameth, Félix Lepeletier de Saint-Fargeau, Antoine de Rivarol, Dominique de La Rochefoucauld, et Honoré Gabriel Riqueti, comte de Mirabeau.
Elle a un fils, le 2 mai 1789, Théodore Devin de Fontenay (1789-1815).
À la mort du roi Charles III d'Espagne, son père est arrêté le 21 juin 1790 sur ordre du nouveau ministre Pedro López de Lerena (es).
En novembre 1792, son mari a dépensé toute sa dot et doit émigrer. L'année suivante ils se rendent avec leur fils à Bordeaux[Information douteuse]. Elle lui fait cadeau de ses bijoux et il les abandonne, après avoir divorcé d’elle le 5 avril 1793.
Elle devient une bienfaitrice des pauvres, cela au service de la Convention. Lors de la persécution des girondins, elle refuse de rejoindre l’Espagne.[pertinence contestée]

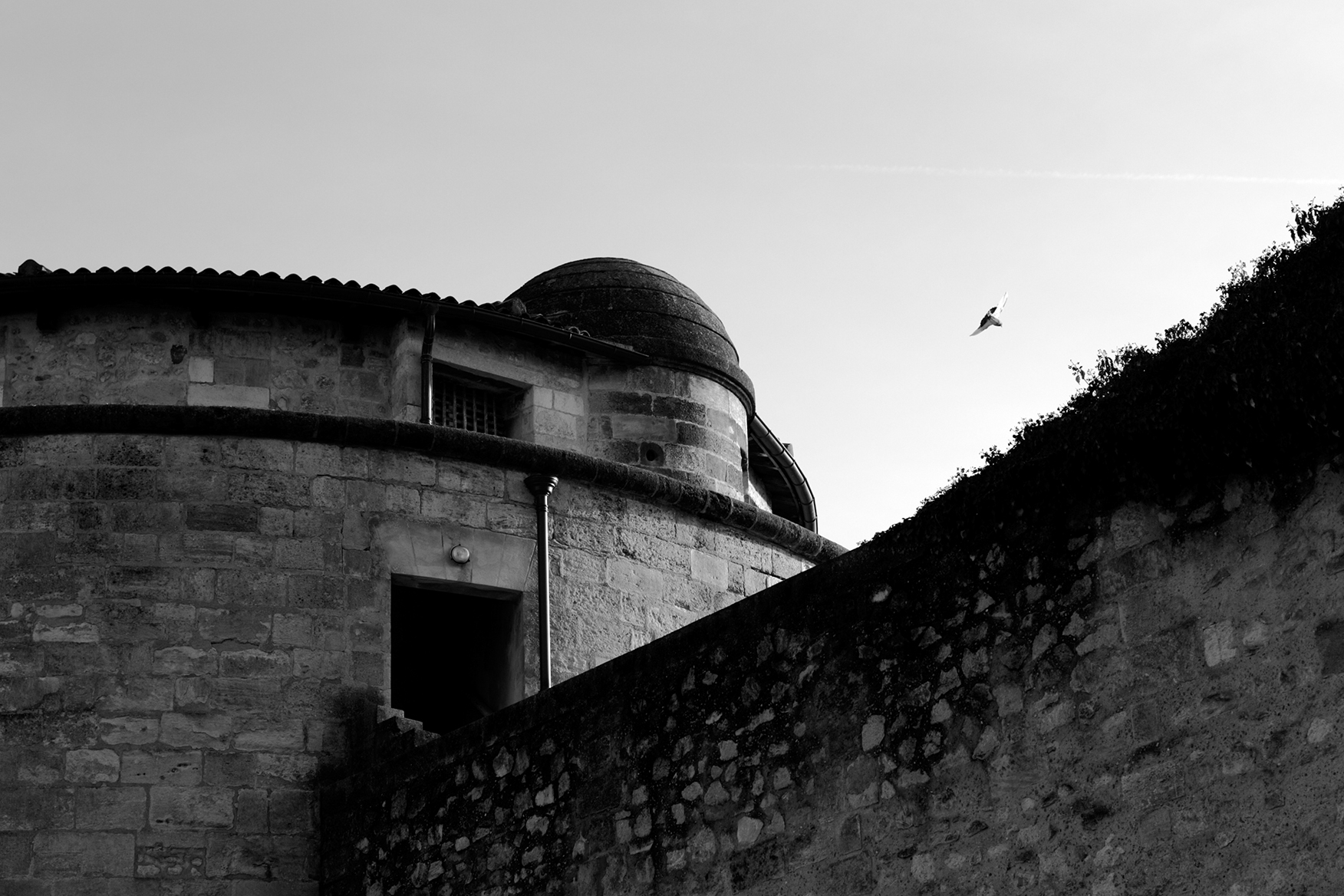
Thérésa est emprisonnée au château du Hâ, à Bordeaux.

Elle intervient auprès des révolutionnaires pour faire libérer certains membres de sa famille ou d’autres premières victimes de la Terreur. Début décembre 1793, elle est arrêtée à son tour, pour avoir fait libérer des suspects, et détenue dans des conditions difficiles au château du Hâ, la prison de Bordeaux. Elle écrit à Jean-Lambert Tallien, représentant en mission qui l’a déjà aidée, pour réclamer sa liberté ou l'intéresser à son sort.

### Tallien

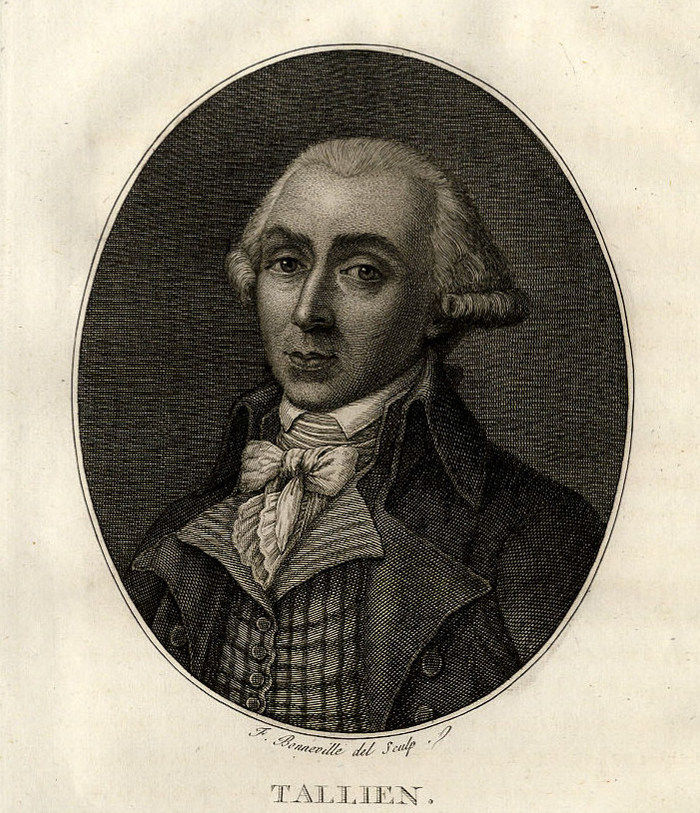
Jean-Lambert Tallien, gravure de François Bonneville (fin du XVIIIe siècle).

Tallien, séduit par sa beauté, la fait libérer et s'installe avec elle. Elle use de son influence pour protéger tous ceux qu'elle peut. Sous l'influence de sa passion  amoureuse, le proconsul apporte moins de sévérité dans l'exécution des décrets du comité de salut public. Son dévouement va valoir à Thérésa le surnom de Notre-Dame de Bon Secours.
En décembre 1793 le Discours sur l'éducation, par la citoyenne Thérésa Cabarrus, « (est) lu dans la séance tenue au temple de la Raison de Bordeaux, le 1er décadi du mois de nivôse, jour de la fête nationale, célébrée à l'occasion de la reprise de Toulon, par les armes de la république. »[réf. nécessaire]
Cette liaison d'un conventionnel avec une riche aristocrate fait scandale. Tallien doit revenir à Paris pour se justifier. Thérésa Cabarrus l'y rejoint. Elle est devenue suspecte à Bordeaux après le décret du 16 avril interdisant aux nobles de séjourner à Paris et dans les ports. À la suite d’un ordre du Comité de salut public signé Robespierre, Collot d’Herbois et Prieur de la Côte d’Or elle est à nouveau arrêtée et enfermée à la prison de la Force, puis à la prison des Carmes.

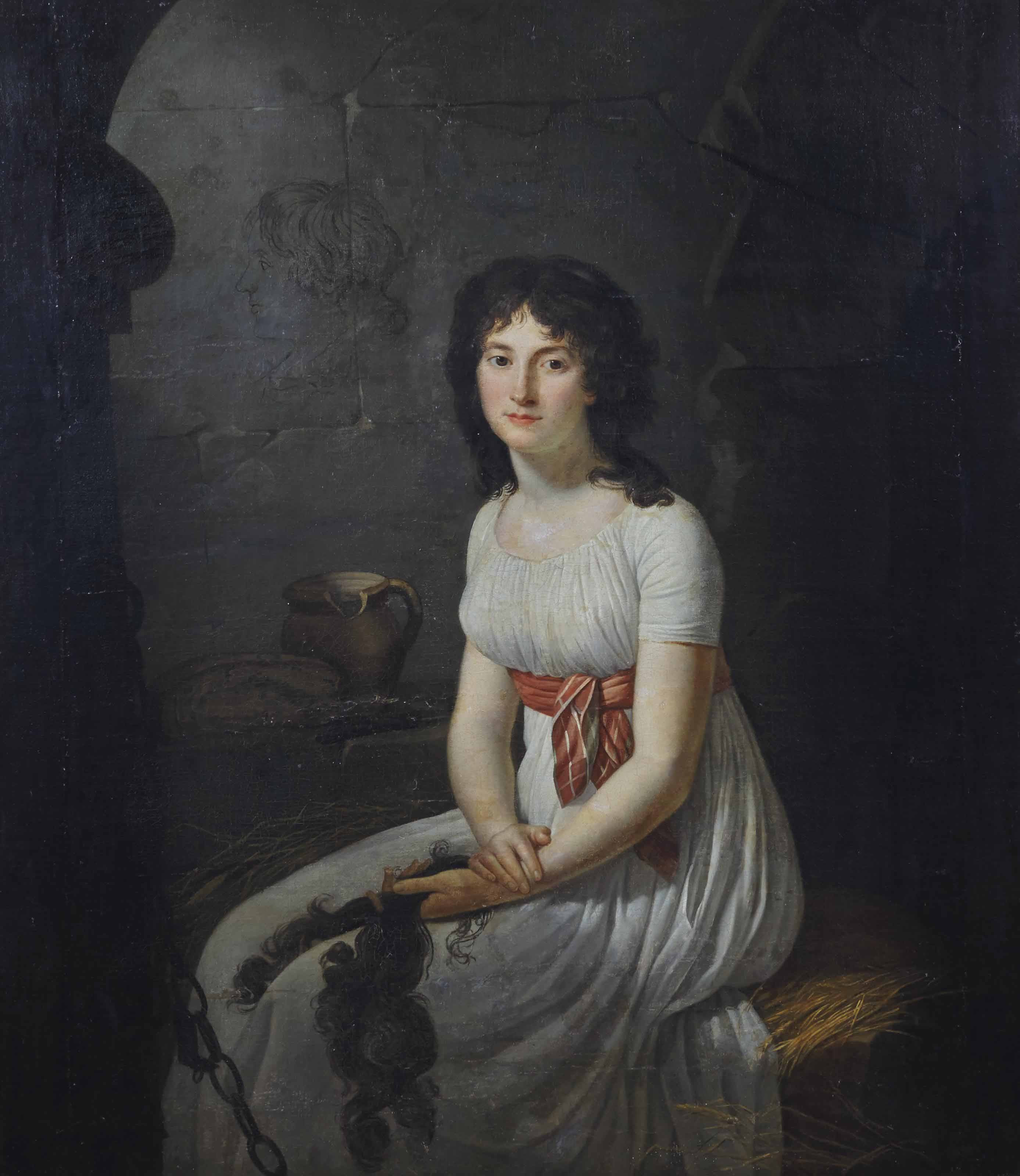
Attribué à Jean-Louis Laneuville, La Citoyenne Tallien dans un cachot à la Force (1796), localisation inconnue.

Sur le point de passer en jugement, elle envoie à Tallien ce mot : « Je meurs d'appartenir à un lâche. » Cette missive le détermine à entrer dans la conjuration contre Robespierre et à s'illustrer le 9-Thermidor[réf. nécessaire] à la Convention, où il empêche Saint-Just de prendre la parole.
Libérée, Thérésa est surnommée « Notre-Dame de Thermidor »,  en tant qu'égérie de la révolution thermidorienne. William Pitt le Jeune, en apprenant l’attitude de la jeune femme qui a poussé Tallien, à agir s’écrie : « Cette femme serait capable de fermer les portes de l’enfer ».
Son salon, dans sa maison de l'Allée des Veuves, près des Champs-Élysées, devient célèbre. Elle épouse Tallien le 26 décembre 1794 et ils ont une fille, Rose-Thermidor Tallien (1795-1862).
Thérésa influence grandement Tallien dans son parcours politique pendant la Convention thermidorienne, mais l'abandonne bientôt, quand il est rejeté à la fois par les montagnards et par les modérés, le jugeant dépassé. Une autre raison de cet abandon se trouve dans le massacre de 754 royalistes fusillés sur l'ordre de son mari, parmi les 9 000 capturés par Hoche à l'issue de l'écrasement de l'expédition de Quiberon (23 juin-21 juillet 1795). « Trop de sang dans les mains de cet homme », confie-t-elle à une amie, « je fus à jamais dégoûtée de lui ».
Thérésa se sépare de Tallien en 1795, et a d’autres enfants par la suite, avec d'autres hommes - dont son futur troisième époux. Ils divorcent le 8 avril 1802, après la naissance de trois d’entre eux.

### Barras

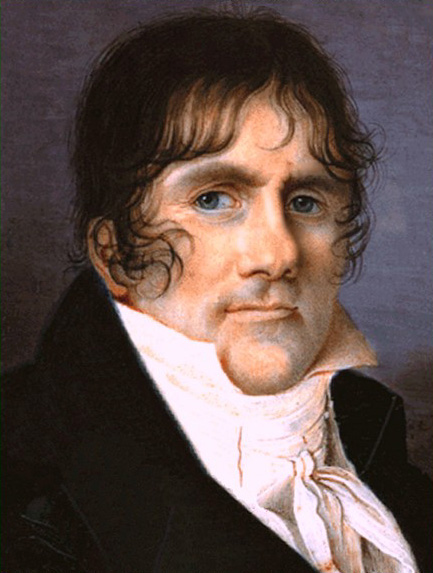
École française du XIXe siècle, Paul Barras, localisation inconnue.

En 1796, les biens des époux Devin de Fontenay sont vendus. L'année suivante, Thérésa Tallien est l'amie très inséparable de Lazare Hoche et de Juliette Récamier. C'est cette même année 1797 que Paul Barras, homme fort du nouveau régime, devient son amant. Dans son château de Grosbois, Thérésa fait office de maîtresse de maison.
Le père de Thérésa, François Cabarrus, étant sorti des prisons espagnoles, il est chargé par Godoy, alors chef du gouvernement espagnol et qui sait que l'ex-Mme Tallien est devenue la maîtresse de Barras, d'entamer des négociations avec la France. La signature du traité de Bâle (22 juillet 1795) entraîne la réhabilitation de Cabarrus et son indemnisation pour ses trois années passées dans les geôles. Thérésa a un enfant de Barras né le 20 décembre 1797 au château de Grosbois, mort à la naissance.

### Ouvrard

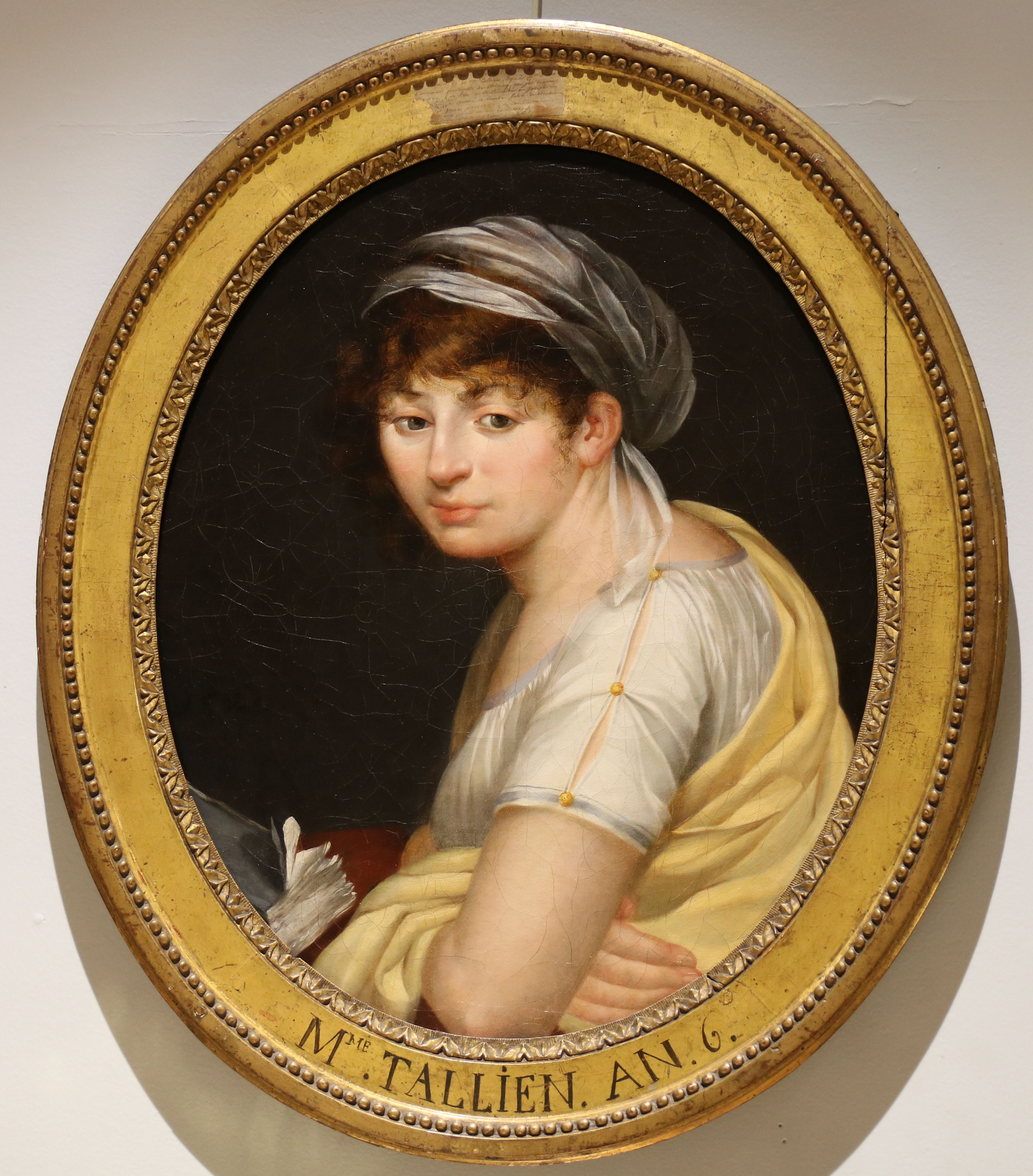
Thérésa Tallien en 1798, par Adèle Varillat, musée Boucher-de-Perthes.

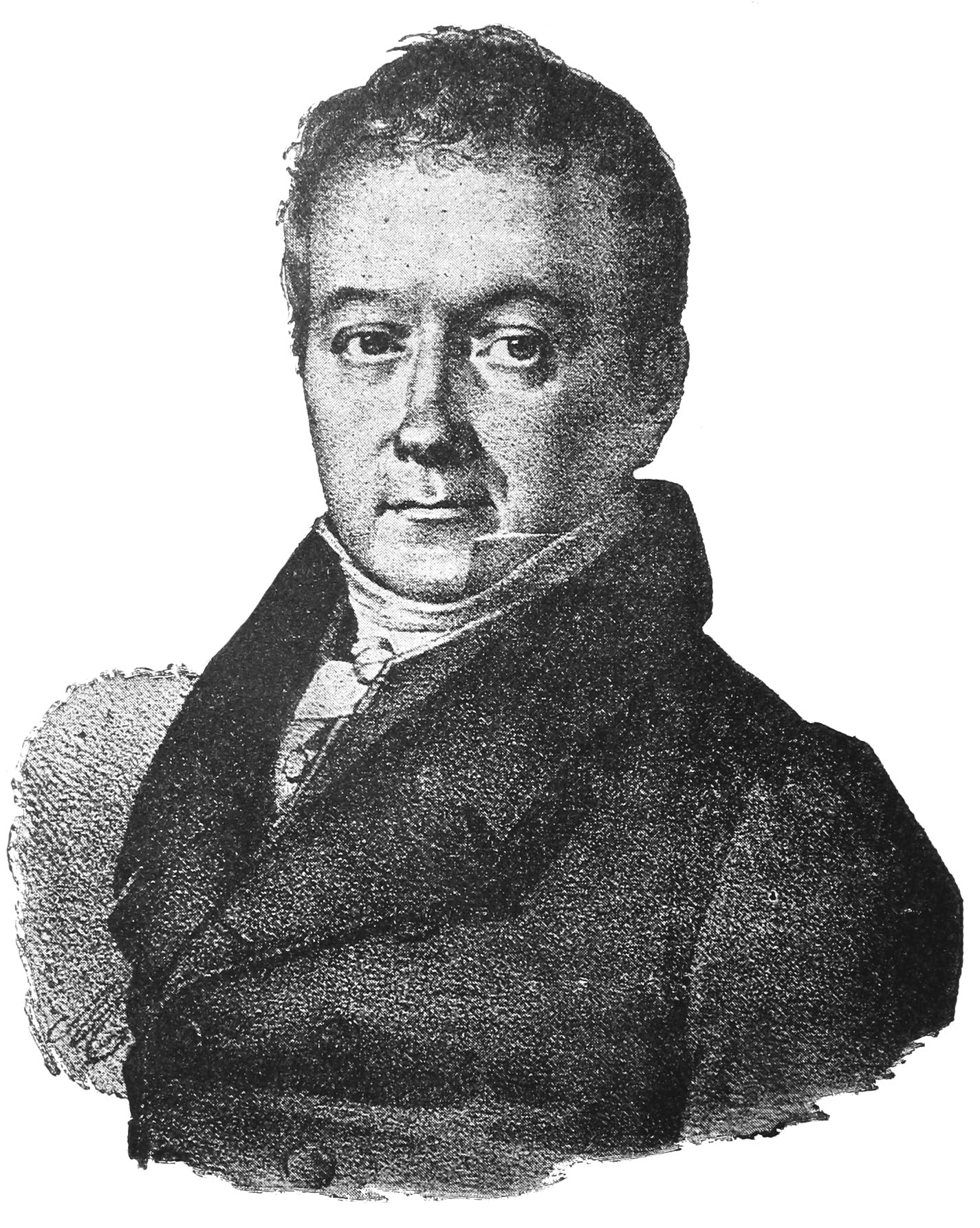
Portrait de Gabriel-Julien Ouvrard.

À l'automne 1798, Thérésa et le richissime financier Gabriel-Julien Ouvrard se rencontrent au cours d'une chasse donnée au château de Grosbois. Le Directeur Louis-Marie de La Révellière-Lépeaux prétend qu'elle aurait fait l'objet d'un marché honteux entre Barras, qui n'est son amant que pendant un temps relativement court, et Ouvrard. À partir de cette date, Thérésa est fréquemment vue aux côtés du fournisseur des armées. À peine six mois après leur rencontre, celui-ci offre à sa maîtresse l'hôtel de Chanaleilles, dont une des entrées se situe au no 186 rue de Babylone[pertinence contestée] et l'installe au château du Raincy, qu’il loue en 1799. De cette relation naissent dans l’hôtel de la rue de Babylone quatre enfants entre 1800 et 1804 :
- Clémence Tallien, née le 1er février 1800, morte en 1884, mariée au colonel Hyacinthe Devaux ;
- Jules Adolphe Édouard Tallien, le 19 avril 1801 à Paris, futur docteur Jules Tallien de Cabarrus, mort le 19 mai 1870 à Paris. Apôtre fervent de l'homéopathie, il épousa le 3 mai 1821 Adélaïde Marie de Lesseps (née à Versailles le 4 décembre 1803) avec qui il eut deux fils qui changeront leur nom en Tallien de Cabarrus en 1866 (le premier Julien-Dominique-Marie-Edouard Tallien de Cabarrus, le second Charles Adolphe Tallien de Cabarrus) ;
- Clarisse Gabriel Thérésa Ouvrard, le 21 mai 1802 mariée en 1826 à Achille Ferdinand Brunetière ;
- et Stéphanie Coralie Thérésa Ouvrard, le 2 décembre 1803, mariée à Amédée Ferdinand Moisson, baron de Vaux (et donc grand-mère paternelle de Raoul de Vaux).

Ouvrard est nommé en 1798 fournisseur des vivres de la Marine et fournisseur de l’escadre espagnole, du fait des liens unissant Thérésa au ministre et amiral Étienne Eustache Bruix. C'est chez Mme Tallien que Bonaparte et Ouvrard se rencontrent. Ouvrard écrit plus tard dans ses Mémoires : « J'étais loin de prévoir qu'il tiendrait dans ses mains les destinées du monde et que son inimitié aurait une si funeste influence sur ma vie. »

### Napoléon Bonaparte
« Notre-Dame de Thermidor » est la reine du Directoire et Bonaparte n’est encore qu’un jeune général qu’elle prend quelque peu sous sa protection.[réf. nécessaire] Elle va même jusqu’à lui faire fournir du drap par l’intendance car son uniforme est en très mauvais état ; quand elle le voit dans son uniforme neuf, elle lui lance : « Eh bien, mon ami, vous les avez eues, vos culottes ! » La plaisanterie qui fait rire tous ses futurs ennemis[pertinence contestée] n’est pas du goût du général alors sans affectation. Selon Gabriel-Julien Ouvrard, il fait cependant une cour appuyée à Thérésa en débitant mille folies n'en obtenant, selon Barras cette fois, que dédain qui le laisse sans espoir. Bonaparte se rabat sur la meilleure amie de Thérésa, Joséphine de Beauharnais (1763-1814), qui est également très belle. Au mariage de Napoléon et Joséphine, Thérésa est évidemment presente, et Tallien et Barras sont les témoins des mariés.
Modèle:Pertinence détai

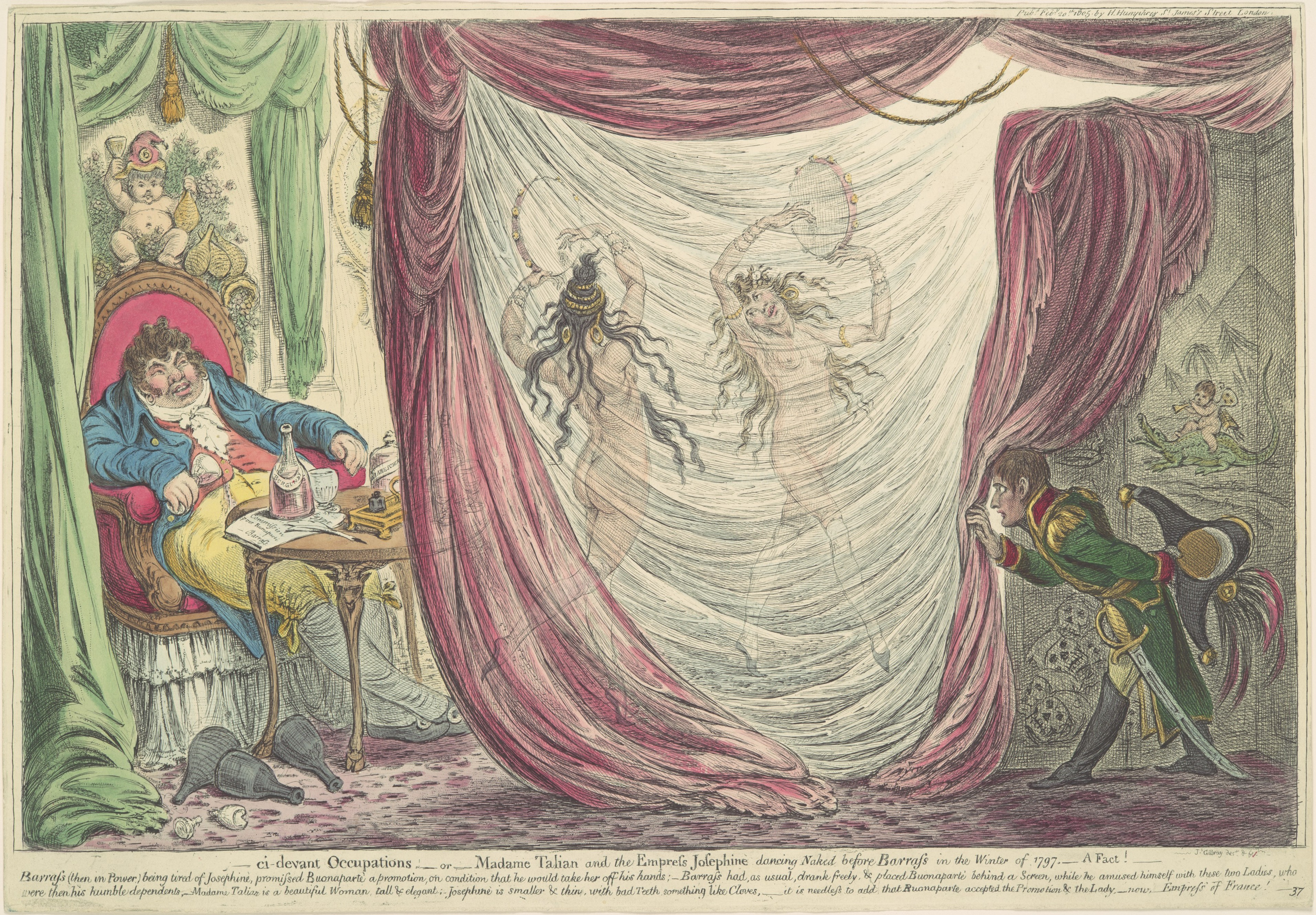
Caricature de James Gillray (1805).

Le coup d'État du 18 Brumaire met néanmoins un terme à la carrière publique de Thérésa. Bonaparte ne l'admet pas à sa cour, ni sous le Consulat, ni sous l’Empire. Il écrit un jour à Joséphine : « Je te défends de voir madame Tallien, sous quelque prétexte que ce soit. Je n'admettrai aucune excuse. Si tu tiens à mon estime, ne transgresse jamais le présent ordre ». Devenu empereur, il lui refuse une invitation pour le bal des Tuileries, en donnant pour raison qu'elle avait « eu deux ou trois maris et des enfants de tout le monde ».

### Le prince de Chimay

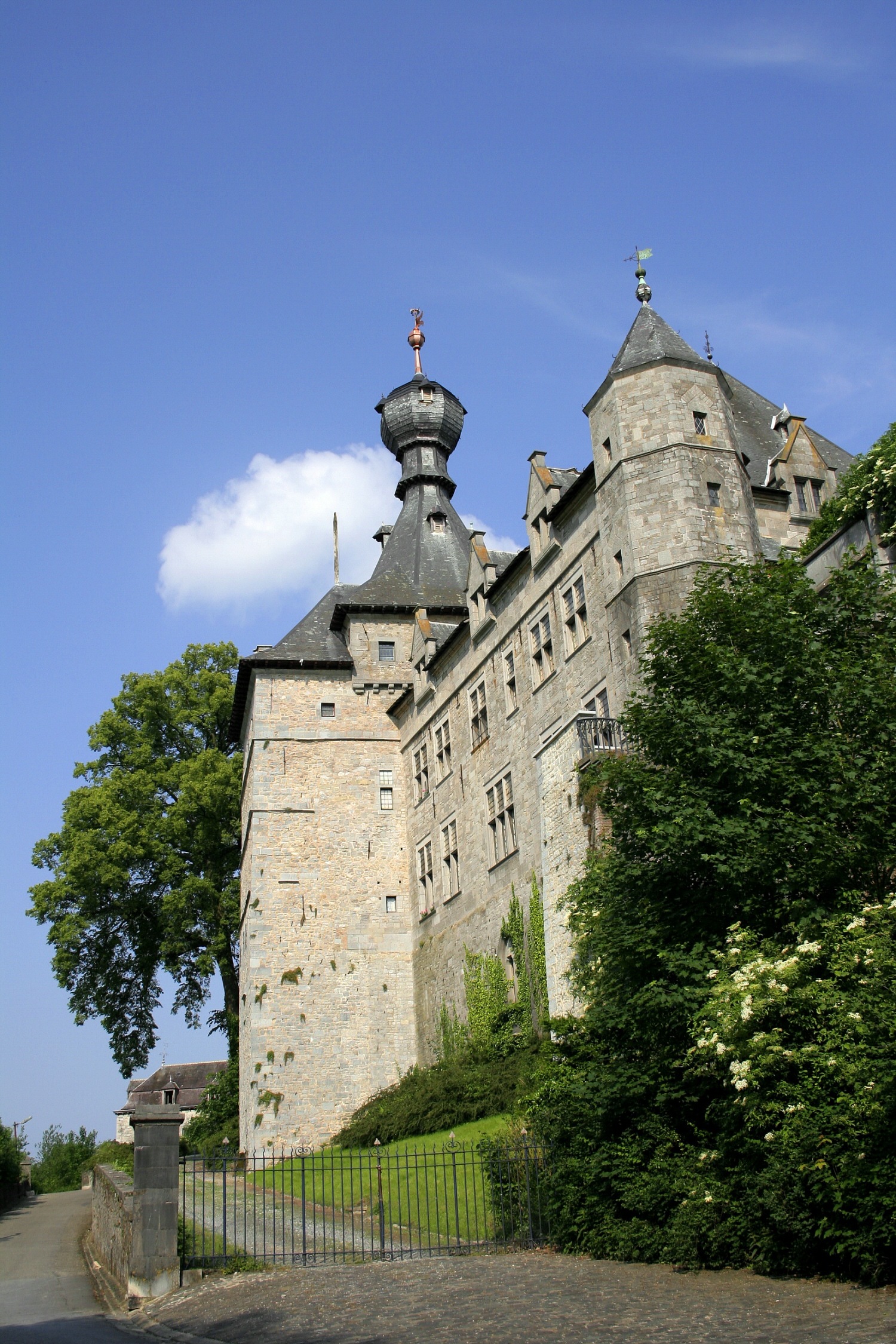
Le château de Chimay.

Repoussée de la société officielle, l'ex-Mme Tallien devient alors l’amie de Madame de Staël, fille du financier Jacques Necker et opposante déclarée de Napoléon. Chez elle, Thérésa fait la connaissance de François Joseph de Riquet de Caraman. Celui-ci s'éprend d'elle, et ils se marient le 9 août 1805. Francois de Riquet de Caraman devient prince de Chimay le 22 août 1805[Information douteuse]. Officier dans un régiment de dragons au moment où éclate la Révolution française, il a émigré avec ses frères.
À la Restauration, le prince obtient la croix de Saint-Louis, et est nommé colonel de cavalerie et lieutenant de louveterie. En 1815, il est élu membre de la Chambre des députés par le département des Ardennes, et il y vote avec la minorité ; mais il n’est pas réélu l'année suivante.
Par la suite, il réside presque constamment dans les Pays-Bas. Le roi Guillaume Ier le nomme, en 1820, membre de la première Chambre des états généraux ; dans cette assemblée, il fait constamment preuve de la plus grande indépendance. Quoique possédant depuis 1804 les biens de la maison de Chimay, ce n’est qu'en 1824 que le roi des Pays-Bas lui confirme le titre de prince.
Pendant leurs 25 années de vie commune, le couple mélomane reçoit de nombreux artistes, comme Daniel Auber, Rodolphe Kreutzer, Luigi Cherubini, Charles de Bériot ou Maria Malibran, à Paris, puis à Chimay, où Thérésa forme une petite cour. Cherubini composa sa Messe en fa dans ce château.
Pour son épouse et pour leur passion commune pour la musique, le prince fait construire en son château un petit théâtre. Cette réalisation architecturale n'est pas la seule qui porte l'empreinte de la princesse. Au bord du lac de Virelles, tout proche de Chimay, on trouve un petit pavillon qui porte également son nom. À la fin des années 1980, le petit théâtre du château de Chimay sert de décor pour le tournage des premières séquences du film Le Maître de Musique de Gérard Corbiau avec José Van Dam.
Thérésa meurt au château de Chimay, le 15 janvier 1835 ; son dernier époux est enterré avec elle sous la sacristie de l'église locale. Après avoir été pendant quarante ans le bienfaiteur de ce pays, le prince François Joseph de Riquet de Caraman y fait fonder par testament un hospice pour les vieillards infirmes, et une salle d'asile pour les enfants pauvres.

### Postérité
Parlant de Mme Tallien dans ses mémoires, la duchesse d'Abrantès évoque sa beauté animée et charmante, cet air qui réunit vivacité française et volupté espagnole. Thérésa a été représentée par le peintre Gérard, telle une déesse antique, couronnée de fleurs dans un décor théâtral. Ce tableau, resté dans sa descendance jusqu'en 2001, a été acheté par le musée Carnavalet (P 2738).

### Descendance

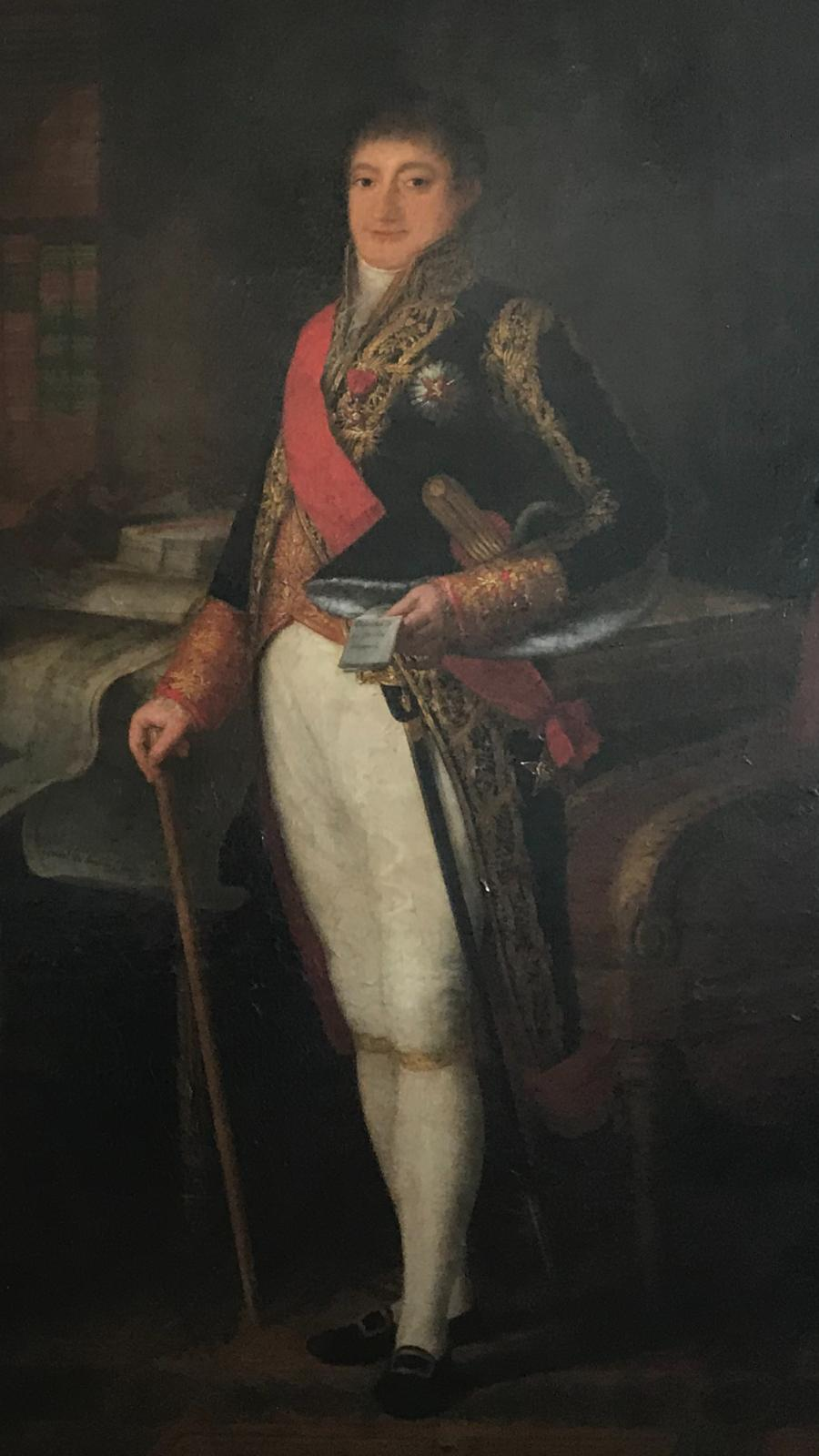
L'un de ses frères, Domingo de Cabarrús y Galabert.

Peu de temps après sa mort, deux enfants, nés à l'époque où elle était encore l'épouse de Tallien et inscrits à l'état-civil sous le seul nom de Cabarrus, demandent à faire rectifier leur acte de naissance et à prendre le nom de leur père putatif. Les princes de Chimay[Qui ?] s'opposent à cette légitimation de leurs frères utérins, mais les tribunaux les[Qui ?] déboutent de leur prétention.
Son fils, Jules Adolphe Édouard Tallien de Cabarrus (fils naturel du banquier Ouvrard), médecin très en vue sous le Second Empire, épouse en 1821 sa cousine Adélaïde de Lesseps, sœur aînée de Ferdinand de Lesseps et fille de Mathieu de Lesseps, alors consul général de France à Philadelphie.
Joseph de Riquet de Caraman (1808-1886), premier fils de son union avec François-Joseph-Philippe (1808-1865), deviendra le 17e prince de Chimay en 1843, les deux autres enfants étant Michel Gabriel Alphonse Ferdinand (1810-1886) et Maria Auguste Louise Thérèse Valentine (1815-1876). Térésa est l'arrière-grand-mère de la comtesse Greffulhe.
Théodore Devin de Fontenay, qui a accompagné Louis XVIII à Gand, est mort de ses blessures de guerre.

## Postérité

### Cinéma
- Madame Tallien, réalisé par Camille de Morlhon, 1911
- Madame Tallien, réalisé par Albert Capellani, 1912
- Madame Tallien, réalisé par Mario Caserini et Enrico Guazzoni, 1916

### Téléfilms
- Quand flambait le bocage, téléfilm de Claude-Jean Bonnardot, 1978 ;
- Joséphine ou la comédie des ambitions, téléfilm de Robert Mazoyer, 1979.

### Documentaires
- Les femmes de la Révolution, émission Secrets d'histoire, diffusée le 12 juillet 2016 sur France 2[20].

### Fictions
- Ruban rouge, fresque romanesque, Carmen Posadas, 2008

Une allée porte son nom au Le Haillan, sous le nom de Thérésa Cabarrus.